# Betty Jacobi

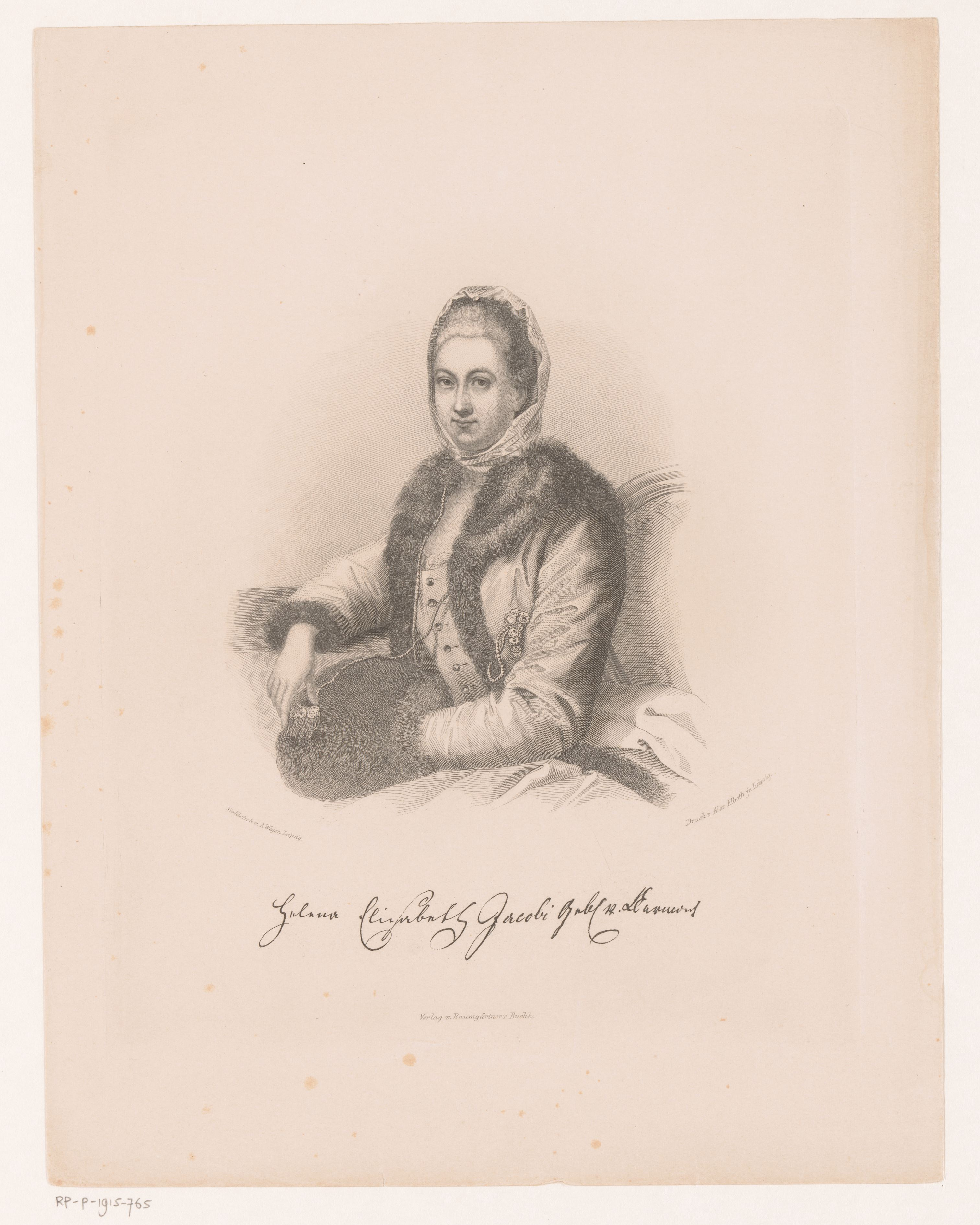
Helene Elisabeth Jacobi, geborene von Clermont, Stahlstich von August Weger

Helene Elisabeth „Betty“ Jacobi, geborene Clermont (* 5. Oktober 1743 in Aachen; † 9. Februar 1784 in Düsseldorf), war die Ehefrau des Philosophen und Kaufmanns Friedrich Heinrich Jacobi, Briefautorin und zusammen mit ihrem Mann Gastgeberin eines intellektuellen Anziehungspunkts für viele literarisch-kulturell Interessierte, Schriftsteller und Gelehrte in der zweiten Hälfte des 18. Jahrhunderts. Unter anderem korrespondierte sie mit dem Dichter Johann Wolfgang von Goethe.

## Leben
Helene Elisabeth, genannt „Betty“, war eine Tochter des Aachener Tuchhändlers Esaias Clermont (1698–1751) und dessen Ehefrau Helene Margarethe, geborene von Huyssen (1705–1776), einer Tochter des Essener Bürgermeisters Arnold von Huyssen (1659–1734) und Nichte des russischen Diplomaten Heinrich von Huyssen. Bettys Bruder war der Industrielle Johann Arnold von Clermont, ihr Schwager der Essener Bürgermeister Heinrich Arnold Kopstadt. Noch durch den mittlerweile verstorbenen Vater veranlasst, wurde am 29. August 1752 ihre Familie durch Franz I. in den Reichsadelsstand erhoben.
Sie heiratete am 26. Juli 1764 in Aachen den Düsseldorfer Kaufmann Friedrich Heinrich Jacobi; in die Ehe brachte sie ein beträchtliches Vermögen ein. Im selben Jahr trat ihr Ehemann in das Geschäft seines Vaters Johann Konrad Jacobi ein. 1772 avancierte er auf Vorschlag des jülich-bergischen Statthalters  Johann Ludwig von Goltstein zum Hofkammerrat der Regierung im Herzogtum Berg, 1779 berief ihn der kurfürstliche Landesherr Karl Theodor auf Vorschlag von Franz Karl Joseph Anton von Hompesch zu Bollheim zum Geheimrat und Ministerialreferenten für das Zoll- und Handelswesen in das Innenministerium nach München.
Das Paar, das ein Stadthaus in der Düsseldorfer Altstadt und ein Landgut im nahegelegenen Pempelfort (Altbau am heutigen Malkasten-Haus) bewohnte, führte offenbar eine glückliche Ehe und hatte acht Kinder, darunter:
- Johann Friedrich Jacobi (1765–1831), Politiker, Munizipalpräsident Aachen, Präfekturrat und Abgeordneter des Ruhr-Departements im Corps législatif; ⚭ Johanna Katharina Luisa von Clermont (1763–1844), seine Cousine und Tochter von Johann Arnold von Clermont
- Georg Arnold Jacobi (1768–1845), Jurist, 1793 Amtmann in Wickrath bei Mönchengladbach, sachsen-weimarischer Regierungsrat und später Geheimer Regierungsrat in Pempelfort
- Maximilian Jacobi (1775–1858), deutscher Psychiater

Betty und die Tante ihres Ehemanns, Johanna Fahlmer (1744–1821), später Ehefrau des Schriftstellers Johann Georg Schlosser, lernten Goethe im Freundeskreis von dessen Schwester Cornelia im Herbst 1772 und im Frühling 1773 in Frankfurt am Main kennen. Beide Damen, Johanna, das „Täntchen“, und Betty, die „herrliche Niederländerin“, die „durch ihr tüchtiges Wesen an die Rubensischen Frauen erinnerte“, hatten den Dichter so für sich eingenommen, dass sich in den folgenden Jahren ein reger Briefwechsel zwischen ihnen ergab. Die Korrespondenz, in der sich Betty scherzhaft als das „Mamachen“ stilisierte, trug wesentlich dazu bei, die zwischen Goethe und Friedrich Heinrich Jacobi bestehende Missstimmung zu beseitigen. Die Missstimmung war entstanden, weil Goethe 1772 in der (verloren gegangenen) Farce Das Unglück der Jacobis Friedrich Heinrich Jacobi und dessen Bruder Johann Georg Jacobi als Repräsentanten der Empfindsamkeit verspottet hatte. Am 23. Juli 1774 besuchte Goethe während einer Rheinreise den Landsitz der Jacobis in Pempelfort. Gemeinsam unternahm man anderntags einen Ausflug zum Schloss Bensberg und nach Köln. Zwischen den Jacobis und Goethe entwickelte sodann sich eine langjährige Freundschaft. Nach Josef Liese war Betty ein Vorbild für Goethes Figur „Dorothea“ in dessen Epos Hermann und Dorothea, während ihr Bruder Johann Arnold dort als Urbild des „Weltbürgers“ figuriert.
Weitere literarisch bedeutende Persönlichkeiten, mit denen Betty Jacobi in regem Briefwechsel stand, waren die Schriftstellerin Sophie von La Roche und der Dichter Matthias Claudius.